# Джон Свендсен
Джон Свендсен (англ. Jon Svendsen; 26 жовтня 1953 — 20 вересня 2024) — американський ватерполіст.
Срібний призер Олімпійських Ігор 1984 року.